# Hatwise Choice
Hatwise Choice is een laatste verzameling van heruitgebrachte opnames van de Britse progressieve rockband Hatfield and the North.
Het betreft een uitgave van allerlei archiefmateriaal, alles is niet eerder uitgebracht. Het materiaal is dan wel oud, maar voor de kenner zitten er nog juweeltjes van opnames tussen. Het grootste deel van de plaat beslaan de opnames van BBC-radio sessies.

## Tracklist
1. Let's Eat (Real Soon) - 3:15 (Sinclair/Pyle) – opname 21 november 1974
2. Shaving Is Boring - 6:51 (Pyle) – opname 19 maart 1974
3. Licks For The Ladies - 2:59 (Sinclair/Pyle) – opname 19 maart 1974
4. Hattitude (orgel improvisatie) - 3:13 (Hatfield and the North) – 21 november 1974
5. Stand On The Green - 1:03 (Stewart) – opname 21 november 1974
6. Prenut - 3:34 (Stewart) – opname 21 november 1974
7. O Wot A Lonely Lifetime - 1:19 (Sinclair) – opname 21 november 1974
8. (Big) John Wayne Socks Psychology On The Jaw - 0:56 (Stewart)
9. Dave Intro (electric piano solo) - 1:56 (Stewart) – opname 16 maart 1975 in BBC Studios, London en het Rainbow Theatre, London
10. The Yes-No Interlude / 6/4 Jam - 8:08 (Pyle) – opname 16 maart 1975 in BBC Studios, London en het Rainbow Theatre, London
11. Son Of Plate Smashing Dog - 1:16 (Hatfield and the North) – opname 29 maart 1974 in Tin Pan Alley, Emmen
12. (Son Of) There's No Place Like Homerton - 2:27 (Stewart) – opname 29 maart 1974 in Tin Pan Alley, Emmen
13. Gigantic Landcrabs In Earth Takeoverbid - 6:20 (Stewart) – opname 2 juni 1974 in de Melkweg, Amsterdam
14. The Laughing Policeman - 0:39 (Hatfield and the North) – opname 21 september 1973 in het Théâtre Présent La Villette, Parijs
15. Finesse Is For Fairies - 1:27 (Miller) – opname 22 januari 1973
16. Nan True's Hole - 2:56 (Miller) – opname 22 januari 1973
17. Lything And Gracing - 3:41 (Miller) – opname 22 januari 1973
18. For Robert - 2:10 (Sinclair) – opname 24 juli 1973
19. Blane Over Paris - 6:19 (Hatfield and the North) – opname 21 september 1973 in het Théâtre Présent La Villette, Parijs
20. Laundry Soup - 0:58 (Stewart) – opname 19 maart 1974
21. Effing Mad Aincha - 2:57 (Hatfield and the North) – opname 5 april 1973 in Rotterdam
22. Top Gear Commercial - 1:22 (Stewart/Pyle) – opname 19 maart 1974
23. Calyx (demo) – 2:59 (Miller) – opname zomer 1973

## Bezetting
- Richard Sinclair (bas, zang)
- Phil Miller (gitaar)
- Pip Pyle (drums)
- Dave Stewart (orgel, piano en toongenerator)